# Gefühl und Verführung
Gefühl und Verführung (Originaltitel: Stealing Beauty) ist ein Spielfilm von Bernardo Bertolucci aus dem Jahr 1996.

## Handlung
Der Film spielt in der Toskana auf einem Landsitz in der Nähe der Stadt Siena. Die junge Amerikanerin Lucy war vor Jahren bereits einmal hier und besucht nun nach dem Tod ihrer Mutter erneut deren Freunde Diana und Ian, die seit Jahrzehnten hier leben. Ian ist Bildhauer; ihm soll sie Modell stehen. Bei ihrem ersten Aufenthalt hier hatte Lucy sich in den jungen Niccolo verliebt. Ihn möchte sie jetzt wiedersehen. Lucy wird in einem Nebengebäude untergebracht und lebt Zimmer an Zimmer mit dem schwerkranken Schriftsteller Alex. Alex sieht seinen letzten Lebenstagen entgegen und erfreut sich an der Gegenwart der hübschen jungen Frau. Die Familie von Diana und Ian kommt alljährlich zum Geburtstag von Diana zusammen. So ist auch deren Tochter Miranda anwesend. Ihr Sohn Christopher kommt von einer Reise mit Niccolo später hinzu.
Aus den Tagebüchern ihrer verstorbenen Mutter erfährt Lucy, dass ihr amerikanischer Vater nicht ihr wahrer Vater ist. Sie muss in einer Sommernacht des Jahres 1975 eben hier in der Toskana gezeugt worden sein, weiß jedoch nicht, wer ihr Vater ist. Auf dem Landgut versucht sie, dieses Geheimnis zu lüften. Erster wahrscheinlicher Kandidat ist der Kriegsberichterstatter Carlo Lisca, mit dem ihre Mutter einen langjährigen Briefwechsel führte. Auch der Schriftsteller Alex käme in Frage. Doch beide erklären ihr, dass dies nicht sein könne. Schließlich stellt sich heraus, dass Ian ihr Vater ist. Er war seiner Frau Diana in nur einer Nacht 1975 einmal untreu und Lucy ist das Ergebnis dieser Untreue.
Niccolo stellt sich als Frauenheld heraus. Zunächst ist Lucy eifersüchtig, doch dann bricht die Noch-Jungfrau mit ihren romantischen Phantasien und verliebt sich in Niccolos Bruder Osvaldo. Mit Osvaldo verbringt sie ihre erste Liebesnacht und erfährt, dass nicht Niccolo ihr jahrelang Briefe geschrieben hat, sondern anonym Osvaldo. Auch für ihn ist es die erste Liebesnacht seines Lebens.

## Bertoluccis Absichten
Der letzte in Italien entstandene Film Bertoluccis, Die Tragödie eines lächerlichen Mannes, lag damals mehr als ein Jahrzehnt zurück; er hatte sich von dem Land enttäuscht abgewandt und seine nächsten Produktionen handelten von fernen Kulturen. Der Umbruch, den Mani pulite in Italien versprach, weckte seine Neugier auf das Land wieder. Da er die Zeit für eine Fortsetzung seines Epos 1900 (1975) noch nicht reif wähnte, wollte er das Land wie mit den Augen eines Ausländers wieder neu sehen lernen, es im nächsten Film nur als Dekor verwenden. Auch wollte er etwas Leichtes machen. Das schwer wirkende Panoramaformat des Films sollte dazu dienen, das Übermaß an Leichtigkeit auszugleichen.

## Hintergrund
Gedreht wurde in der Nähe von Chianti. Auf dem Gelände des Landgutes stehen die Skulpturen des Bildhauers Ian. Diese Skulpturen wurden von dem Bildhauer Matthew Spender angefertigt. Auf dessen Landsitz fanden auch die Dreharbeiten statt. Der Film hatte seine Uraufführung am 29. März 1996 in Italien und war dann Wettbewerbsbeitrag beim Filmfestival von Cannes 1996.

## Kritikspiegel
Basierend auf der Auswertung von 52 Kritiken bescheinigt Rotten Tomatoes dem Film ein zu gleichen Teilen positives und negatives Medienecho.
- Lexikon des internationalen Films: „Ein rundum enttäuschender Film, kunstgewerblerisch drapiert um ein Nichts an Geschichte. Das zerdehnte Generationsporträt, mit dem Bertolucci in seine italienische Heimat zurückkehrte, verbreitet viel manieristischen Weltschmerz und noch mehr Langeweile.“[4]

- Süddeutsche Zeitung: „Ein Altmänner-Film, ein schwelgerisches Stück Kino über die Nostalgie seines Urhebers.“[5]

- Die Neue Zürcher Zeitung sieht „eine kleine Katastrophe von Altherrenphantasie und Deflorationsgelüst, die sich an ein wunderschönes junges Mädchen hängen. (...) Ein Kitschbild einer mondscheinüberzuckerten Toskana, in der ein paar angejahrte Freidenker einem Teenager verbal an die Wäsche gehen.“ Zudem mache in diesem Film „der sentimentalste Bierernst die Pose von poetischer Intellektualität.“[6]

- Positif: „Teilweise gründet der Charme des Films in seiner Bescheidenheit und der daran geknüpften Ironie.“ Und zur Entjungferungsszene: „Eine Soft-Übung, bei der die Ausleuchtung in diesem berührenden Moment auf das unglaublich ausdrucksstarke Gesicht von Liv Tyler gerichtet ist.“[7]

- Fischer Film Almanach: „Entspannte, leichte, luftige und angenehm unangestrengte Variationen zum Thema. Alle, die Lucy sehen, verfallen ihr. (...) Nichts von der politischen Analyse wie in 1900 oder Die Strategie der Spinne, kein sexueller Totentanz wie in Der letzte Tango in Paris, sondern reine Filmbildnerei: eine schöne Einstellung nach der anderen, Kamerakunst, die die Toskana einfängt wie einen Paradiesgarten. (...) Bertolucci feiert Liv Tyler in jedem Moment. Ihr gehört der Film, an ihr weidet sich das Kameraauge.“[8]

- Die Filmzeitschrift Zoom entdeckt „ungewohnte Leichtigkeit und kontemplative Ruhe. (...) Der Meister des exorbitanten Aufwands und der großen Geste überzeugt diesmal durch einen stillen Film der Selbstbesinnung und der Suche nach einer gültigen Lebensform.“[9]

- Rheinische Post: „Aber so sieht sie wohl aus, die schlüpfrige Männerphantasie eines alternden Regisseurs, der einem nichts mehr zu sagen hat und am liebsten wohl selbst seiner Hauptdarstellerin unters Röckchen grapschen würde.“[10]